# Cooper Andrews
Pour les articles homonymes, voir Andrews.
Cooper Andrews est un acteur américain né le 10 mars 1985 à Smithtown dans l’État de New York.

## Filmographie

### Cinéma
- 2006 : Death of Seasons : un mec
- 2008 : Golgotha : le gardien diabolique
- 2009 : The Legend of Zelda: The Hero of Time : un troll
- 2009 : Mandie and the Secret Tunnel : frère Cooper
- 2016 : Un jour dans la vie de Billy Lynn : l'américain anxieux
- 2018 : Criminal Squad : Mack
- 2018 : MAMBA
- 2019 : Shazam! : Victor Vasquez
- 2019 : Darlin'
- 2023 : Shazam! La Rage des Dieux de David F. Sandberg

### Télévision
- 2014-2016 : Halt and Catch Fire : Yo-Yo Engberk (17 épisodes)
- 2015 : The Red Road : Rowtag (2 épisodes)
- 2015 : Your Pretty Face Is Going to Hell : Modok (1 épisode)
- 2015 : Limitless : Kenny Sumida (1 épisode)
- 2016 : Hawaii 5-0 : Vance Pekelo (1 épisode)
- 2016 - 2022 : The Walking Dead : Jerry (76 épisodes)
- 2017 : S.W.A.T. : Reggie Lie (1 épisode)
- 2017 : Thin Ice : Small Paul